# Barbara Narębska-Dębska
Barbara Narębska-Dębska-Kozłowska (ur. 4 stycznia 1921 we Włocławku, zm. 16 maja 2000 w Aleksandrowie Kujawskim) – polska malarka, artystka plastyczka.

## Życiorys
Jej rodzicami byli architekt Stefan Narębski i Zofia z Olszakowskich. W 1928 rodzina Narębskich zamieszkała w Wilnie, tam ukończyła Gimnazjum Sióstr Najświętszej Rodziny z Nazaretu. Początkowo planowała studia na Wydziale Architektury na Politechnice Warszawskiej, ale ponieważ nie była pełnoletnia rozpoczęła naukę na Wydziale Sztuk Pięknych Uniwersytetu Stefana Batorego. Po wybuchu II wojny światowej i wkroczeniu Armii Czerwonej, od grudnia 1939 kontynuowała naukę na Litewskiej Akademii Sztuk Pięknych. W 1941 uczelnia została zamknięta, a Barbara Narębska rozpoczęła pracę zarobkową jako roznosicielka gazet, kelnerka i pomoc kuchenna. Po aresztowaniu Stefana Narębskiego przez NKWD usiłowała interweniować, w wyniku czego sama została uwięziona w zakładzie karnym na Łukiszkach, a następnie w marcu 1945 wywieziona do sprawdzająco-filtracyjnego obozu NKWD nr. 0321 w Jełszance koło Saratowa. Zwolniona we wrześniu 1945 wyjechała do Wilna, a po uzyskaniu informacji o przesiedleniu bliskich do Torunia dołączyła do nich. Od listopada 1945 studiowała na Wydziale Sztuk Pięknych Uniwersytetu Mikołaja Kopernika, ukończyła je broniąc pracy dyplomowej przygotowanej pod kierunkiem prof. Jerzego Hoppena w 1950. Wstąpiła wówczas do Związku Polskich Artystów Plastyków oraz rozpoczęła pracę artystyczną i działalność wystawienniczą, przez cały okres studiów pracowała w toruńskim oddziale Cepelii jako dekorator. Podczas studiów, w 1947 poślubiła oficera artylerii majora Stefana Dębskiego. W 1956 została kierownikiem Biura Wystaw Artystycznych i zajmowała to stanowisko do kwietnia 1961, gdy rozpoczęła pracę wykładowcy w Zakładzie Kształtowania Form Płaskich i Przestrzennych Wydziału Sztuk Pięknych Uniwersytetu Mikołaja Kopernika. W listopadzie tego samego roku zmarł Stefan Dębski, cztery lata później artystka związała się z wykładowcą UMK, plastykiem Józefem Kozłowskim. W 1968 uzyskała etat docenta i zajmowała go do przejścia w stan spoczynku w 1976, otrzymała wówczas medal pamiątkowy UMK i całkowicie poświęciła się twórczości graficznej. W styczniu 1979 doznała  wylewu krwi do mózgu, który trwale  ograniczył jej sprawność ruchową. Dzięki intensywnej rehabilitacji wróciła jednak do twórczości i życia artystycznego.

## Twórczość
Barbara Narębska-Dębska początkowo tworzyła akwaforty i grafiki przedstawiające pejzaże architektoniczne Torunia i innych miast Powiśla m.in. Kwidzyna, Chełmna, Brodnicy i Grudziądza. Podczas podróży do Bułgarii w 1953 stworzyła cykl akwafort, a dzięki odwiedzinom okolic Zielonej Góry powstała teka rysunków i grafik przedstawiających ziemię lubuską. Z czasem stworzyła własny, zgeometryzowany styl odznaczający się syntezą przedstawianych motywów pejzażu. Po rocznym pobycie stypendialnym w Paryżu w 1957 Barbara Narębska-Dębska zwróciła się ku barwnej akwatincie, której stosowanie opanowała do perfekcji. Za jej pomocą tworzyła widoki z Paryża i Londynu oraz serie przedstawiające wiejskie kościoły i cerkwie. Od połowy lat 60.h XX wieku dążyła do abstrakcji geometrycznej, w której ważnym czynnikiem kształtowania kompozycji było światło.

### Nagrody i wyróżnienia
- Wyróżnienie podczas I Ogólnopolskiej Wystawy Grafiki Artystycznej i Rysunku, Warszawa 1959;
- Wyróżnienie i nagroda na Biennale Grafiki w Krakowie 1962, 1964;
- Srebrny medal i dyplom członka Akademii Tommaso Campanella Rzym 1970;
- Medal na II Międzynarodowym Biennale Grafiki Frechen 1972;
- Nagroda Wojewody Toruńskiego 1979, 1980;
- Honorowa nagroda im. Tymona Niesiołowskiego 1982